# Uştalqışlaq
Uştalqışlaq è un comune dell'Azerbaigian situato nel distretto di İsmayıllı.